# Ross Barnett
Ross Robert Barnett (22 de enero de 1898-6 de noviembre de 1987) fue el gobernador de Misisipi desde 1960 hasta 1964. Fue un prominente dixiecrat (miembro sureño del Partido Demócrata) que apoyaba la segregación.

## Primeros años
Nacido en Standing Pine, Misisipi, Estados Unidos, Barnett fue el menor de los diez hijos de un veterano del Ejército de los Estados Confederados. Sirvió en el Ejército de los Estados Unidos durante la Primera Guerra Mundial. Luego, trabajó en una variedad de empleos mientras ganaba un pregrado en el Colegio Universitario de Misisipi en Clinton en 1922. Cuatro años más tarde, continuó con un bachillerato en leyes en la Universidad de Misisipi en Oxford. En 1929, se casó con Mary Pearl Crawford, una maestra de escuela, y tuvieron dos hijas y un hijo.
Durante el siguiente cuarto de siglo, Barnett se convirtió en uno de los abogados más exitosos del estado, ganando más de cien mil dólares por año, especializándose en demandas por daños. A menudo donó su talento a causas, y se desempeñó como presidente de la Asociación de Abogados de Misisipi durante dos años a partir de 1943.

## Vida política

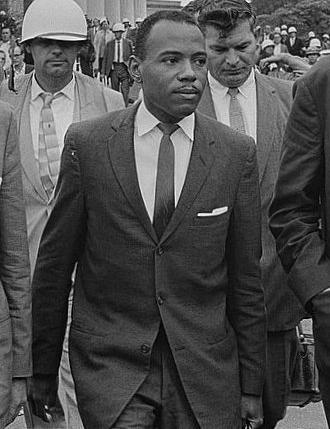
James Meredith se esforzó por acabar con la segregación de la Universidad de Misisipi. Ross Barnett se le opuso.

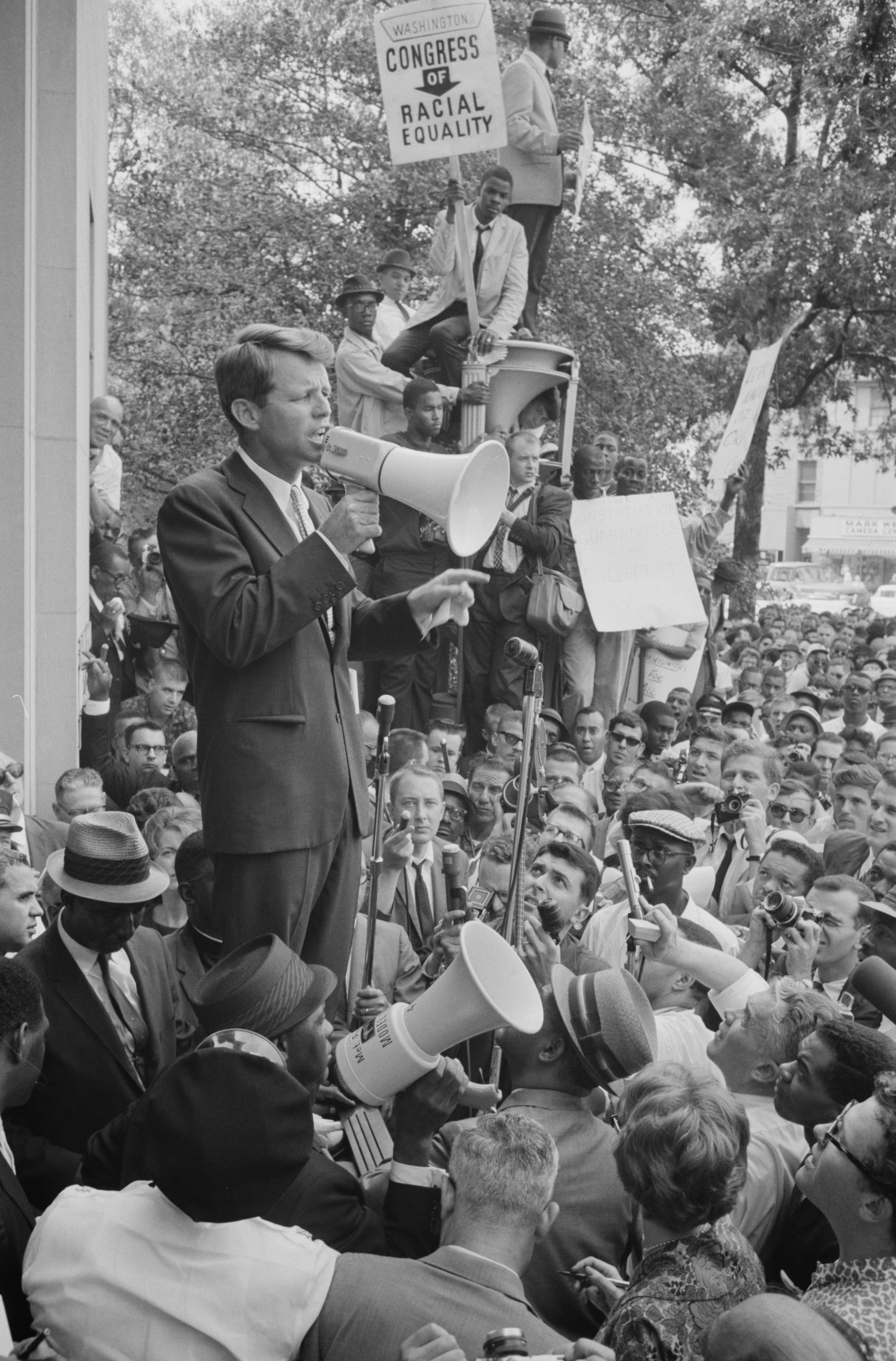
Robert F. Kennedy discutió la reconciliación racial y apoyó a James Meredith; sin embargo, Ross Barnett atacó el discurso de Kennedy, diciendo que el entonces fiscal general «es un hipócrita, un bohemio izquierdista sin barba que descuidada y temerariamente distorsiona los hechos».

Utilizando los ingresos derivados de sus gastos legales, Barnett trató de probar suerte en la política, postulándose sin éxito dos veces para gobernador de Misisipi en 1951 y 1955. En su tercer intento en 1959, ganó las elecciones y fue inaugurado el 19 de enero de 1960. Durante su mandato se celebró el centenario de la Guerra de Secesión. Barnett viajó a sitios de la Guerra de Secesión para rendir homenaje a los caídos «Hijos de Misisipi».
Durante su tiempo como gobernador, Barnett, un acérrimo segregacionista y demócrata, se volvió famoso por sus tumultuosos enfrentamientos con el movimiento por los derechos civiles en Estados Unidos. Barnett concertó el arresto de los Freedom Riders en 1961 y los encarceló en la prisión Parchman Farm (ahora Mississippi State Penitentiary) en Parchman, Misisipi. Aunque las ofensas fueron menores, a los Freedom Riders se les esculcó, les quitaron sus camas y fueron humillados y brutalizados en prisión.[cita requerida] Si bien este enfoque fue muy popular en el estado, se hizo en parte para suavizar las críticas que estaba recibiendo por una variedad de razones: no cumplir con las promesas de puestos de trabajo, llenar los puestos de trabajo con conocidos e intentar arrebatarle a la legislatura el control de las agencias estatales. Barnett también fue miembro del movimiento de supremacía blanca Consejo de los Ciudadanos.
En 1962, se opuso activamente a los esfuerzos de James Meredith para acabar con la segregación de su alma mater, la Universidad de Misisipi. Como resultado de ello, Barnett fue multado con $10 000 dólares y sentenciado a prisión por desacato, pero nunca pagó la multa o estuvo un día en la cárcel. Esto se debió a que los cargos fueron cesados (civil) y disueltos (penal) por el Tribunal de Apelaciones del Quinto Circuito, debido a un cumplimiento sustancial con las órdenes de la corte, y en vista de las circunstancias y condiciones.
La noche anterior al motín de Ole Miss de 1962, Barnett dio su famoso discurso de quince palabras Yo amo Misisipi durante el partido de fútbol americano de la Universidad de Misisipi en Jackson. El equipo Ole Miss Rebels jugaba contra Kentucky Wildcats. 41 000 aficionados aclamaron en el estadio agitando miles de banderas confederadas. En el entretiempo, una gigantesca bandera de la Confederación se dio a conocer en el campo. La multitud gritaba ¡Queremos a Ross!. Barnett fue al campo, tomó el micrófono en la línea de 50 yardas y dijo: ¡Amo Misisipi! ¡Amo su gente! Nuestras costumbres. Amo y respeto a nuestro patrimonio.
Hasta la década de 1960, los habitantes de Misisipi no conocían ninguna alternativa a la segregación, y muchos argumentaron la separación con la Biblia. Barnet, que era un maestro de escuela dominical bautista, declaró:

El Buen Señor fue el segregacionalista original. Él puso al negro en África [...] Él nos hizo blancos porque nos quería blancos, y Él tenía la intención de que nos quedáramos así.

Barnett declaró que Misisipi tenía el más alto porcentaje de afroamericanos porque «a ellos les gusta nuestra forma de vida aquí, y esa forma de vida es la segregación».
En 1963, Barnett trató de evitar que el equipo de baloncesto de la Universidad Estatal de Misisipi en Starkville jugase un partido del Campeonato de la División I de Baloncesto Masculino de la NCAA contra el equipo de integración racial de la Universidad Loyola Chicago. Sin embargo, el equipo lo desafió al salir del estadio furtivamente y jugar el partido, el cual perdieron ante los eventuales campeones nacionales.
El periodo de gobierno de Barnett terminó oficialmente el 21 de enero de 1964, con la toma de posesión de su sucesor, Paul B. Johnson hijo.
Algunos esperaban que Barnett se postulase en las primarias presidenciales demócratas de 1964 como candidato segregacionista contra el presidente titular Lyndon B. Johnson, pero no lo hizo. El gobernador de Alabama George Wallace asumió este papel, en parte, sin postularse abiertamente en contra de Johnson, sino más bien poniendo a prueba su popularidad.
Poco después de dejar el cargo, la presencia amenazante de Barnett era evidente en el primer juicio del partidario de la supremacía blanca Byron De La Beckwith en febrero de 1964. De La Beckwith fue a juicio por el asesinato del activista de los derechos civiles de los afroamericanos Medgar Evers, sino un jurado compuesto enteramente de blancos no pudo ponerse de acuerdo sobre un veredicto, tanto en este como en un posterior nuevo juicio. En el siguiente nuevo juicio, el exgobernador Barnett interrumpió el proceso (mientras Myrlie estaba testificando) para estrechar la mano de De La Beckwith. De La Beckwith fue condenado finalmente en un juicio posterior tres décadas más tarde, un caso que fue plasmado en la película Ghosts of Mississippi.
El 18 de marzo de 1966, el exfiscal general Robert F. Kennedy, quien a menudo conversaba por teléfono con Barnett durante la crisis de Meredith en los intentos de asegurar pacíficamente la inscripción de Meredith en Ole Miss, visitó el campus. En un discurso ante más de seis mil estudiantes y profesores, Kennedy discutió la reconciliación racial y respondió preguntas, incluidas las de su papel en la matrícula de Meredith. Con una sonora carcajada de los miembros del público, habló de un plan en el que Barnett había pedido que alguaciles de los Estados Unidos le apuntasen con sus armas mientras Meredith trataba de matricularse para que «pudiese tomarse una fotografía del evento». Provocó más risas al contar otro plan en el que Meredith iría a Jackson para inscribirse, mientras que Barnett permanecería en Oxford, «y cuando Meredith se matriculase, él [Barnett] fingiría sorpresa». Ambos planes fueron aprobados por Kennedy y no se cumplieron solo por el desarrollo de los acontecimientos. Cuando Kennedy concluyó su discurso y la sesión de preguntas y respuestas, fue recibido por una ovación de pie.
Al día siguiente, Barnett atacó enconadamente la versión de Kennedy de los hechos, diciendo:

El infortunio se convierte en un hombre que nunca trató un proceso judicial en su vida, pero que ocupó la alta posición de Fiscal General de los Estados Unidos y fue responsable de usar 30 000 soldados y de gastar aproximadamente seis millones de dólares para poner a un estudiante no cualificado en Ole Miss para volver a la escena de este crimen y discutir cualquiera de las fases de este asunto infame [...] Os digo que Bobby Kennedy es un estadounidense muy enfermo y peligroso. Tenemos un montón de estadounidenses enfermos en este país, pero la mayoría de ellos tienen una larga barba. Bobby Kennedy es un hipócrita, un bohemio izquierdista sin barba que descuidada y temerariamente distorsiona los hechos.

## Últimos años
Barnett intentó un regreso político al postularse para gobernador de nuevo en 1967, pero perdió, terminando en un distante cuarto lugar en las elecciones primarias del estado. Luego volvió a ejercer la abogacía, pero se mantuvo sin arrepentirse de su pasado, diciendo: «En términos generales, haría lo mismo otra vez».
En 2007, su nieta, Judith Barnett, fue candidata demócrata para ser jueza en la Corte de Justicia en el condado de Hinds, Distrito Uno.
El embalse Ross Barnett, al norte de Jackson, Misisipi, fue nombrado en su honor, así como el lago Barnett en el condado de Smith.